# Scorpaena izensis
Scorpaena izensis är en fiskart som beskrevs av Jordan och Starks, 1904. Scorpaena izensis ingår i släktet Scorpaena och familjen Scorpaenidae. Inga underarter finns listade i Catalogue of Life.